# Maraaya
Maraaya (Akronym: MArjetka-RAAY-MarjetkA) sind ein slowenisches Popduo. Sie vertraten Slowenien beim Eurovision Song Contest 2015.

## Karriere
Das Duo gründete sich 2014, als sie das Lied Lovin’ Me veröffentlichten, welches ein Erfolg in den Dance- und iTunes-Charts von Belgien, Deutschland, Italien und Slowenien war.
Raay ist der Komponist des slowenischen Beitrags des Eurovision Song Contest 2014, Spet (Round and Round), von Tinkara Kovač, und beide waren zuständig für Nisi Sam (Your Light), das slowenische Lied für die Junioren-Ausgabe dieses Wettbewerbs.
Beim slowenischen Vorentscheid des Senders RTV SLO konnte sich das Duo bei insgesamt acht Teilnehmern durchsetzen und durfte mit dem Popsong Here for You beim Contest 2015 in Wien antreten. Sie erreichten das Finale und belegten dort Platz 14.
2015 vertrat wieder einer ihrer Schützlinge, Lina Kuduzović, ihr Heimatland beim Junior Eurovision Song Contest mit dem Lied Prva ljubezen. Sie gewann einen Vorentscheid gegen sechs andere Teilnehmer. Beim JESC 2015 wurde sie Dritte, was das beste slowenische Ergebnis, sowohl beim Kinder-, als auch beim Erwachsenenwettbewerb, ist.

## Persönliches
Die beiden sind miteinander verheiratet und haben miteinander zwei Söhne.

## Diskografie

### Alben
- 2023: Pesmi, ki jih piše življenje

### Singles
- 2014: Lovin’ Me
- 2014: Rain in Your Eyes (feat. LukeAT)
- 2015: Here for You
- 2015: Living again
- 2016: Nothing Left for Me
- 2017: It’s Complicated (feat. BQL)
- 2022: 1000 Let
- 2023: Lubi
- 2023: Cilj
- 2024: Zlata ribica